# Binduga (powiat przasnyski)
Binduga – wieś sołecka w Polsce położona w województwie mazowieckim, w powiecie przasnyskim, w gminie Chorzele.
Wierni Kościoła rzymskokatolickiego należą do parafii Parafia Miłosierdzia Bożego w Krukowie.

## Historia
W latach 1975–1998 miejscowość należała administracyjnie do województwa ostrołęckiego.
We wsi stała kapliczka z połowy XIX wieku z figurą Chrystusa Frasobliwego i św. Jana Nepomucena. W pewnym momencie zmieniono kapliczkę z bala na drewnianą. Między 1996 a 2005 zniknęła rzeźba św. Jana Nepomucena. W 2018 na prywatnej posesji stanęła kapliczka replika świątka z rzeźbami Chrystusa Frasobliwego i Jana Nepomucena wykonanymi przez Andrzeja Staśkiewicza. Na jej wzór wykonano kapliczkę wiejską.